# Lorna (historieta)
Lorna es una serie de historietas de ciencia ficción y erotismo creadas en 1979, con guion de Cidoncha y dibujos de Alfonso Azpiri, y desarrollada después por el último como único autor. Juan Manuel de Prada le dedicó un artículo tras en fallecimiento del autor.

## Trayectoria editorial
Además de aparecer por primera vez en las revista Mastia y continuar su desarrollo en Cimoc y Humor a Tope, Lorna ha sido publicada también en Penthouse y en Heavy Metal. Norma Editorial ha lanzado ocho álbumes recopilatorios de sus historietas:
- 1981 Lorna (también, Lorna y su robot) (ISBN 84-85475-04-6)
- 1984 Las nuevas aventuras de Lorna y su robot (ISBN 84-85475-50-X)
- 1996 Lorna Mouse Club (ISBN 84-8431-672-6)
- 1998 Leviatán (ISBN 84-7904-652-X)
- 2001 El arka (ISBN 84-8431-344-1)
- 2003 El ojo de Dart-An-Gor (ISBN 84-8431-810-9)
- 2005 Sombras perdidas (ISBN 84-9814-069-2)
- 2006 Las torres negras (ISBN 84-9814-060-9)

Posteriormente, Planeta comenzó a recopilar la serie en una colección "integral" en 2009, y publicó nuevos títulos:
- 2010 El cementerio de marfil rojo (ISBN 978-84-674-9182-1)
- 2011 Rescate (ISBN 978-84-684-0235-2)